# Lavandvil
Lavandvīl (farsi لوندویل) è una città dello shahrestān di Astara, circoscrizione di Lavandvil, nella provincia di Gilan. Aveva, nel 2006, una popolazione di 6.372 abitanti. 